# Don Beddoe
Donald T. Beddoe (Pittsburgh, 1º luglio 1903 – Laguna Hills, 19 gennaio 1991) è stato un attore statunitense.
Ha recitato in oltre 180 film dal 1937 al 1984 ed è apparso in oltre cento produzioni televisive dal 1950 al 1984. È stato accreditato anche con i nomi Donald T. Beddoe e Donald Beddoe.

## Biografia
Don Beddoe nacque a Pittsburgh, in Pennsylvania, il 1º luglio 1903. Cominciò la sua carriera di attore in teatro a Broadway dopo una breve parentesi da giornalista a Cincinnati.
Recitò nel 1937, non accreditato, nel film The 13th Man e in televisione nell'episodio The Wrong Man della serie televisiva Il cavaliere solitario, andato in onda il 3 agosto 1950, nel ruolo di Jess Latham. Dopo questi esordi, intraprese poi una fruttuosa carriera cinematografica e televisiva, partecipando, spesso come interprete secondario, a centinaia tra film ed episodi di serie televisive dagli anni 50 fino al 1984, anno del suo ritiro dalle scene. Interpretò, tra gli altri, il ruolo di Mr. Thatcher in tre episodi della serie televisiva La tata e il professore dal 1970 al 1971.
La sua ultima apparizione sul piccolo schermo avvenne nell'episodio Another Song for Christmas della serie televisiva Autostop per il cielo, andato in onda il 19 dicembre 1984, che lo vede nel ruolo di Kris, mentre per il grande schermo l'ultima interpretazione risale al film Nickel Mountain del 1984 in cui interpreta Doc Cathey.
Morì a Laguna Hills, in California, il 19 gennaio 1991.

## Filmografia

### Cinema
- The 13th Man, regia di William Nigh (1937) – non accreditato
- Dear Old Dad, regia di Joseph Henabery (1938)
- Pericolo biondo (There's That Woman Again), regia di Alexander Hall (1939)
- La preda (The Lone Wolf Spy Hunt), regia di Peter Godfrey (1939)
- Flying G-Men, regia di James W. Horne, Ray Taylor (1939)
- Blondie Meets the Boss, regia di Frank R. Strayer (1939)
- Romance of the Redwoods, regia di Charles Vidor (1939)
- La via dei giganti (Union Pacific), regia di Cecil B. DeMille (1939) – non accreditato
- Fuori da quelle mura (Outside These Walls), regia di Ray McCarey (1939)
- Mandrake, the Magician, regia di Norman Deming, Sam Nelson (1939)
- Ragazze sperdute (Missing Daughters), regia di Charles C. Coleman (1939)
- Una ragazza allarmante (Good Girls Go to Paris), regia di Alexander Hall (1939) – non accreditato
- Angeli del mare (Coast Guard), regia di Edward Ludwig (1939) – non accreditato
- L'uomo che non poteva essere impiccato (The Man They Could Not Hang), regia di Nick Grinde (1939)
- Konga, the Wild Stallion, regia di Sam Nelson (1939)
- Passione (Golden Boy), regia di Rouben Mamoulian (1939)
- Those High Grey Walls, regia di Charles Vidor (1939)
- The Taming of the West, regia di Norman Deming (1939) – non accreditato
- Scandal Sheet, regia di Nick Grinde (1939)
- Beware Spooks!, regia di Edward Sedgwick (1939)
- Manette e fiori d'arancio (The Amazing Mr. Williams), regia di Alexander Hall (1939)
- Three Sappy People, regia di Jules White (1939)
- Andy Clyde Gets Spring Chicken, regia di Jules White (1939)
- The Awful Goof, regia di Del Lord (1939)
- My Son Is Guilty, regia di Charles Barton (1939)
- Cafe Hostess, regia di Sidney Salkow (1940) – non accreditato
- You Nazty Spy!, regia di Jules White (1940) – corto, non accreditato
- The Lone Wolf Strikes, regia di Sidney Salkow (1940)
- Convicted Woman, regia di Nick Grinde (1940) – non accreditato
- Mr. Clyde Goes to Broadway, regia di Del Lord (1940) – corto, non accreditato
- The Heckler, regia di Del Lord (1940) – corto, non accreditato
- Blondie on a Budget, regia di Frank R. Strayer (1940)
- Notte bianca (The Doctor Takes a Wife), regia di Alexander Hall (1940) – non accreditato
- Charlie Chan e la crociera del terrore (Charlie Chan's Murder Cruise), regia di Eugene Forde (1940)
- The Man from Tumbleweeds, regia di Joseph H. Lewis (1940)
- Indietro non si torna (Escape to Glory), regia di John Brahm (1940)
- Island of Doomed Men, regia di Charles Barton (1940)
- Men Without Souls, regia di Nick Grinde (1940)
- Texas Stagecoach, regia di Joseph H. Lewis (1940)
- The Lone Wolf Meets a Lady, regia di Sidney Salkow (1940) – non accreditato
- Manhattan Heartbeat, regia di David Burton (1940)
- Girls of the Road, regia di Nick Grinde (1940)
- Military Academy, regia di D. Ross Lederman (1940)
- The Secret Seven, regia di James Moore (1940)
- Five Little Peppers in Trouble, regia di Charles Barton (1940) – non accreditato
- Prima che mi impicchino (Before I Hang), regia di Nick Grinde (1940)
- Il fantasma parla (The Spook Speaks), regia di Jules White (1940) – corto
- Glamour for Sale, regia di D. Ross Lederman (1940)
- Così non avrai da lamentarti (So You Won't Talk), regia di Edward Sedgwick (1940)
- West of Abilene, regia di Ralph Ceder (1940)
- Beyond the Sacramento, regia di Lambert Hillyer (1940)
- The Lone Wolf Keeps a Date, regia di Sidney Salkow (1940)
- Ciò che si chiama amore (This Thing Called Love), regia di Alexander Hall (1940)
- The Phantom Submarine, regia di Charles Barton (1940)
- L'uomo della maschera (The Face Behind the Mask) (1941)
- Outlaws of the Panhandle (1941) – non accreditato
- The Lone Wolf Takes a Chance (1941)
- Black Eyes and Blues (1941)
- Under Age, regia di Edward Dmytryk (1941)
- The Big Boss (1941)
- Anime allo specchio (She Knew All the Answers), regia di Richard Wallace (1941)
- Otto giorni di vita (They Dare Not Love), regia di James Whale (1941) – non accreditato
- Sweetheart of the Campus (1941)
- Two Latins from Manhattan (1941)
- I due del Texas (Texas), regia di George Marshall (1941)
- The Blonde from Singapore (1941)
- Unholy Partners (1941)
- Sing for Your Supper (1941)
- Honolulu Lu (1941)
- Harvard, Here I Come! (1941)
- Shut My Big Mouth (1942)
- Not a Ladies' Man (1942)
- Meet the Stewarts (1942)
- Blondie for Victory (1942) – non accreditato
- Sabotage Squad (1942)
- Un evaso ha bussato alla porta (The Talk of the Town), regia di George Stevens (1942)
- Lucky Legs (1942)
- Smith of Minnesota (1942)
- The Boogie Man Will Get You, regia di Lew Landers (1942) – non accreditato
- Stand By All Networks (1942) – non accreditato
- Junior Army (1942)
- Power of the Press (1943) – non accreditato
- Vittoria alata (Winged Victory), regia di George Cukor (1944) – non accreditato
- Crime, Inc. (1945)
- Midnight Manhunt (1945)
- Nozze agitate (Getting Gertie's Garter), regia di Allan Dwan (1945) – non accreditato
- The Notorious Lone Wolf (1946)
- Behind Green Lights, regia di Otto Brower (1946) – non accreditato
- The Well-Groomed Bride (1946)
- Eroi nell'ombra (O.S.S.), regia di Irving Pichel (1946)
- I migliori anni della nostra vita (The Best Years of Our Lives), regia di William Wyler (1946)
- Vecchia California (California), regia di John Farrow (1947) – non accreditato
- La moglie celebre (The Farmer's Daughter), regia di Henry C. Potter (1947)
- Addio all'esercito (Buck Privates Come Home), regia di Charles Barton (1947)
- Calcutta, regia di John Farrow (1947) – non accreditato
- Bagliore a mezzogiorno (Blaze of Noon), regia di John Farrow (1947) – non accreditato
- Benvenuto straniero! (Welcome Stranger), regia di Elliott Nugent (1947)
- Nessuno mi crederà (They Won't Believe Me), regia di Irving Pichel (1947)
- Vento di primavera (The Bachelor and the Bobby-Soxer), regia di Irving Reis (1947)
- Tutti conoscono Susanna (If You Knew Susie), regia di Gordon Douglas (1948) – non accreditato
- Dietro la maschera (Black Bart), regia di George Sherman (1948)
- Un'altra parte della foresta (Another Part of the Forest), regia di Michael Gordon (1948)
- Il delitto del giudice (An Act of Murder), regia di Michael Gordon (1948)
- Hideout (1949)
- The Crime Doctor's Diary (1949)
- La maschera dei Borgia (Bride of Vengeance), regia di Mitchell Leisen (1949)
- La roulette (The Lady Gambles) (1949)
- Flame of Youth, regia di R.G. Springsteen (1949)
- Gli ultimi giorni di uno scapolo (Once More, My Darling) (1949)
- Il gigante di New York (Easy Living), regia di Jacques Tourneur (1949)
- Abbasso mio marito (Dear Wife), regia di Richard Haydn (1949)
- Ho incontrato l'amore (Dancing in the Dark) (1949)
- The Great Rupert (1950)
- La sanguinaria (Deadly Is the Female), regia di Joseph H. Lewis (1950) – non accreditato
- Donna in fuga (Woman in Hiding), regia di Michael Gordon (1950)
- Tarnished (1950)
- Young Daniel Boone, regia di Reginald Le Borg (1950)
- Prima colpa (Caged), regia di John Cromwell (1950) – non accreditato
- Beyond the Purple Hills, regia di John English (1950)
- I clienti di mia moglie (Emergency Wedding) (1950)
- Cirano di Bergerac (Cyrano de Bergerac), regia di Michael Gordon (1950)
- Il segreto del carcerato (Southside 1-1000) (1950)
- Gasoline Alley (1951)
- La città è salva (The Enforcer), regia di Bretaigne Windust (1951)
- N.N. vigilata speciale (The Company She Keeps), regia di John Cromwell (1951)
- Il mio bacio ti perderà (Belle Le Grand), regia di Allan Dwan (1951)
- Le vie del cielo (Three Guys Named Mike), regia di Charles Walters (1951)
- Francis alle corse (Francis Goes To The Races) regia di Arthur Lubin (1951)
- Million Dollar Pursuit (1951)
- L'affascinante bugiardo (As Young as You Feel), regia di Harmon Jones (1951)
- Rodeo King and the Senorita, Philip Ford (1951)
- Corky of Gasoline Alley (1951)
- Il cane della sposa (Behave Yourself!) (1951) – non accreditato
- Lo sconosciuto (The Unknown Man) (1951)
- Il cavaliere del deserto (Man in the Saddle), regia di André De Toth (1951)
- La gang (The Racket), regia di John Cromwell (1951)
- Starlift (1951)
- C'è posto per tutti (Room for One More), regia di Norman Taurog (1952)
- Ultime della notte (Scandal Sheet), regia di Phil Karlson (1952)
- L'impero dei gangster (Hoodlum Empire), regia di Joseph Kane (1952)
- Le jene di Chicago (The Narrow Margin), regia di Richard Fleischer (1952)
- Nevada Express (Carson City), regia di André De Toth (1952)
- Three for Bedroom C (1952)
- Washington Story (1952)
- Gli occhi che non sorrisero (Carrie), regia di William Wyler (1952)
- La tua bocca brucia (Don't Bother to Knock), regia di Roy Ward Baker (1952)
- Il grande cielo (The Big Sky), regia di Howard Hawks (1952) – non accreditato
- L'amante di ferro (The Iron Mistress), regia di Gordon Douglas (1952)
- Blue Canadian Rockies, regia di George Archainbaud (1952)
- Quattro morti irrequieti (Stop, You're Killing Me), regia di Roy Del Ruth (1952)
- Il pagliaccio (The Clown), regia di Robert Z. Leonard (1953)
- I pirati della metropoli (The System), regia di Lewis Seiler (1953)
- Frustateli senza pietà (Cow Country), regia di Lesley Selander (1953)
- Spettacolo di varietà (The Band Wagon), regia di Vincente Minnelli (1953)
- La grande carovana (Jubilee Trail), regia di Joseph Kane (1954)
- I rinnegati del Wyoming (Wyoming Renegades), regia di Fred F. Sears (1954)
- La morsa si chiude (Loophole), regia di Harold D. Schuster (1954)
- La magnifica preda (River of No Return), regia di Otto Preminger (1954)
- È nata una stella (A Star Is Born), regia di George Cukor (1954)
- The Steel Cage (1954)
- Tarzan nella giungla proibita (Tarzan's Hidden Jungle) (1955)
- La morte corre sul fiume (The Night of the Hunter), regia di Charles Laughton (1955)
- I corsari del grande fiume (The Rawhide Years), regia di Rudolph Maté (1955)
- L'assassino è perduto (The Killer Is Loose), regia di Budd Boetticher (1956)
- La grande prigione (Behind the High Wall), regia di Abner Biberman (1956)
- Il cerchio della vendetta (Shoot-Out at Medicine Bend) (1957)
- Il jolly è impazzito (The Joker Is Wild), regia di Charles Vidor (1957)
- I fuorilegge di Tombstone (The Toughest Gun in Tombstone), regia di Earl Bellamy (1958)
- La frusta dell'amazzone (Bullwhip), regia di Harmon Jones (1958)
- Ultima notte a Warlock (Warlock), regia di Edward Dmytryk (1959)
- Il letto racconta (Pillow Talk), regia di Michael Gordon (1959)
- Alì mago d'oriente (The Wizard of Baghdad), regia di George Sherman (1960)
- Boy Who Caught a Crook (1961)
- Saintly Sinners (1962)
- L'ammazzagiganti (Jack the Giant Killer), regia di Nathan Juran (1962)
- Quella strana condizione di papà (Papa's Delicate Condition), regia di George Marshall (1963)
- Il vendicatore del Texas (Cattle King), regia di Tay Garnett (1963) – non accreditato
- Per soldi o per amore (For Love or Money), regia di Michael Gordon (1963)
- Una ragazza da sedurre (A Very Special Favor), regia di Michael Gordon (1965)
- Texas oltre il fiume (Texas Across the River), regia di Michael Gordon (1966)
- Gli anni impossibili (The Impossible Years) (1968)
- Noi due a Manhattan (Generation) (1969)
- Per grazia rifiutata (How Do I Love Thee?), regia di Michael Gordon (1970)
- Nickel Mountain (1984)

### Televisione
- Fireside Theatre – serie TV, un episodio (1950)
- The Magnavox Theatre – serie TV, un episodio (1950)
- The Bogus Green – film TV (1951)
- Sky King – serie TV, un episodio (1952)
- Your Jeweler's Showcase – serie TV, un episodio (1952)
- Schlitz Playhouse of Stars – serie TV, un episodio (1952)
- Chevron Theatre – serie TV, un episodio (1952)
- Mr. & Mrs. North – serie TV, un episodio (1953)
- My Hero – serie TV, un episodio (1953)
- Summer Theatre – serie TV, un episodio (1953)
- Waterfront – serie TV, un episodio (1954)
- Ramar of the Jungle – serie TV, un episodio (1954)
- The Public Defender – serie TV, un episodio (1954)
- The Pride of the Family – serie TV, 3 episodi (1953-1954)
- Il cavaliere solitario (The Lone Ranger) – serie TV, 5 episodi (1950-1954)
- Dr. Hudson's Secret Journal – serie TV, un episodio (1955)
- Stage 7 – serie TV, episodio 1x20 (1955)
- Lux Video Theatre – serie TV, 3 episodi (1953-1955)
- Frida (My Friend Flicka) – serie TV, episodio 1x06 (1955)
- Four Star Playhouse – serie TV, 2 episodi (1954-1955)
- Our Miss Brooks – serie TV, un episodio (1955)
- Celebrity Playhouse – serie TV, episodio 1x22 (1956)
- Front Row Center – serie TV, un episodio (1956)
- The 20th Century-Fox Hour – serie TV, episodi 1x06-1x14 (1955-1956)
- Screen Directors Playhouse – serie TV, episodio 1x29 (1956)
- Hey, Jeannie! – serie TV, un episodio (1956)
- Conflict – serie TV, episodio 1x03 (1956)
- The Ford Television Theatre – serie TV, 2 episodi (1952-1956)
- On Trial – serie TV, un episodio (1956)
- Papà ha ragione (Father Knows Best) – serie TV, un episodio (1956)
- The Gray Ghost – serie TV, episodio 1x04 (1957)
- Sheriff of Cochise – serie TV, un episodio (1957)
- Broken Arrow – serie TV, 2 episodi (1957)
- Blondie – serie TV, un episodio (1957)
- The O. Henry Playhouse – serie TV, un episodio (1957)
- The Gale Storm Show: Oh, Susanna! – serie TV, un episodio (1957)
- Corky, il ragazzo del circo (Circus Boy) – serie TV, episodio 1x25 (1957)
- Wire Service – serie TV, episodio 1x29 (1957)
- The Millionaire – serie TV, un episodio (1957)
- Tales of Wells Fargo – serie TV, un episodio (1957)
- Le leggendarie imprese di Wyatt Earp (The Life and Legend of Wyatt Earp) – serie TV, un episodio (1958)
- Colt .45 – serie TV, un episodio (1958)
- Richard Diamond (Richard Diamond, Private Detective) – serie TV, un episodio (1958)
- The Restless Gun – serie TV, episodi 1x27-1x32 (1958)
- Trackdown – serie TV, un episodio (1958)
- The Real McCoys – serie TV, un episodio (1958)
- Westinghouse Desilu Playhouse – serie TV, un episodio (1958)
- The Grand Jury – serie TV, un episodio (1959)
- Zorro – serie TV, un episodio (1959)
- Letter to Loretta – serie TV, 4 episodi (1953-1959)
- Bronco – serie TV, un episodio (1959)
- David Niven Show (The David Niven Show) – serie TV, episodio 1x06 (1959)
- Hotel de Paree – serie TV, un episodio (1959)
- Alcoa Presents: One Step Beyond – serie TV, un episodio (1959)
- Death Valley Days – serie TV, 2 episodi (1954-1959)
- Sugarfoot – serie TV, 2 episodi (1958-1960)
- The Alaskans – serie TV, episodio 1x16 (1960)
- The Texan – serie TV, episodio 2x23 (1960)
- Alfred Hitchcock presenta (Alfred Hitchcock Presents) – serie TV, un episodio (1960)
- Route 66 – serie TV, un episodio (1960)
- General Electric Theater – serie TV, 2 episodi (1959-1960)
- The Law and Mr. Jones – serie TV, un episodio (1960)
- Lawman – serie TV, 3 episodi (1958-1961)
- Maverick – serie TV, 3 episodi (1958-1961)
- Whispering Smith – serie TV, episodio 1x13 (1961)
- Follow the Sun – serie TV, episodio 1x06 (1961)
- Have Gun - Will Travel – serie TV, 4 episodi (1957-1962)
- Perry Mason – serie TV, 3 episodi (1957-1962)
- Laramie – serie TV, 3 episodi (1960-1962)
- The Tall Man – serie TV, un episodio (1962)
- Pete and Gladys – serie TV, episodi 2x09-2x26 (1961-1962)
- Straightaway – serie TV, un episodio (1962)
- The New Breed – serie TV, episodio 1x27 (1962)
- The Dick Powell Show – serie TV, episodio 1x29 (1962)
- Bonanza – serie TV, episodio 4x01 (1962)
- Cheyenne – serie TV, 2 episodi (1959-1962)
- Lassie – serie TV, 3 episodi (1955-1963)
- Mr. Smith Goes to Washington – serie TV, un episodio (1963)
- Ensign O'Toole – serie TV, episodi 1x02-1x22 (1962-1963)
- Going My Way – serie TV, episodio 1x27 (1963)
- La legge del Far West (Temple Houston) – serie TV, episodio 1x05 (1963)
- Gli uomini della prateria (Rawhide) – serie TV, 2 episodi (1962-1964)
- Petticoat Junction – serie TV, un episodio (1964)
- Gunsmoke – serie TV, un episodio (1965)
- The Adventures of Ozzie & Harriet – serie TV, un episodio (1965)
- Disneyland – serie TV, un episodio (1965)
- Carovane verso il west (Wagon Train) – serie TV, 2 episodi (1958-1965)
- Selvaggio west (The Wild Wild West) – serie TV, episodio 1x24 (1966)
- The Lucy Show – serie TV, un episodio (1966)
- I forti di Forte Coraggio (F Troop) – serie TV, un episodio (1966)
- Pistols 'n' Petticoats – serie TV, un episodio (1966)
- Laredo – serie TV, un episodio (1967)
- The Second Hundred Years – serie TV, un episodio (1967)
- CBS Playhouse – serie TV, un episodio (1967)
- Vita da strega (Bewitched) – serie TV, un episodio (1967)
- Mayberry R.F.D. – serie TV, un episodio (1969)
- Mannix – serie TV, un episodio (1970)
- Il virginiano (The Virginian) – serie TV, episodio 9x07 (1970)
- Arnie – serie TV, un episodio (1971)
- La tata e il professore (Nanny and the Professor) – serie TV, 4 episodi (1970-1971)
- Our Town, regia di George Schaefer – film TV (1977)
- Maude – serie TV, un episodio (1977)
- La casa nella prateria (Little House on the Prairie) – serie TV, episodio 8x22 (1982)
- Autostop per il cielo (Highway to Heaven) – serie TV, un episodio (1984)

## Doppiatori italiani
- Amilcare Pettinelli in Calcutta, Il cavaliere del deserto, La morte corre sul fiume, L'assassino è perduto, La frusta dell'amazzone
- Olinto Cristina in Il gigante di New York
- Loris Gizzi in Il cerchio della vendetta
- Roberto Gicca in L'ammazzagiganti
- Lauro Gazzolo in Texas oltre il fiume